# 高台跳水
高台跳水是指从相对较高的高度跳入水中的行为。高台跳水可以作为一项冒险运动（如悬崖跳水），可以作为一种表演特技，也可以作为一项体育赛事。该项目于2013年被首次引入世界游泳錦標賽。在世界游泳錦標賽中，高台跳水為男子从27米高的平台上跳下，女子从20米高的平台上跳下。在其他正式比赛中，男子一般从22-27米的高度跳下，而女子则从18-23米的高度跳下。高台跳水运动员的下降速度可达到每小时96公里。高台跳水已被国际泳联認定为一项独立于一般跳水的运动。

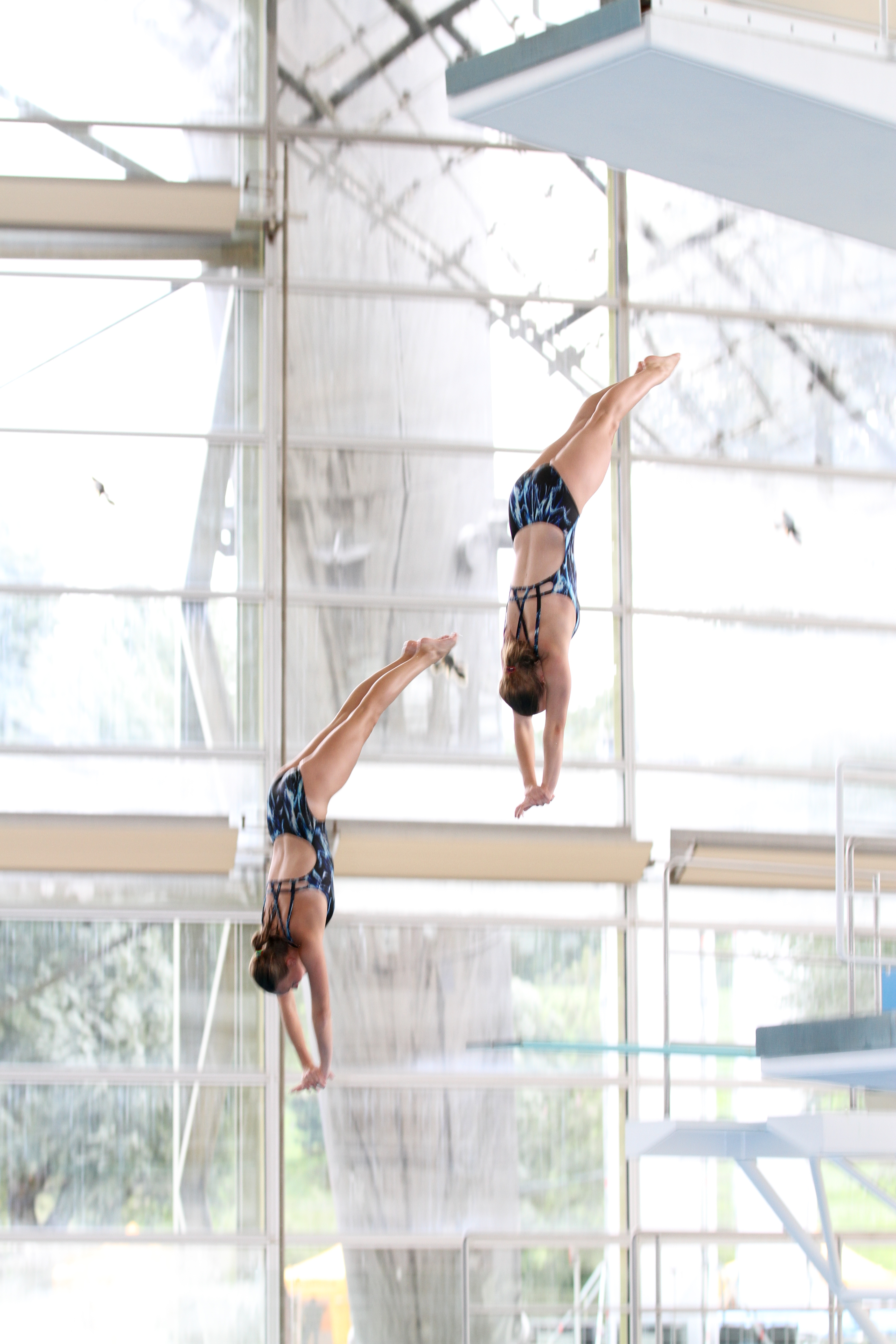
雙人高台跳水